# Castelfranco Veneto
Castelfranco Veneto er en by og en kommune i Veneto i provinsen Treviso i det nordlige Italien. Den ligger omkring 30 km fra byen Treviso og omkring 40 km inde i landet fra Venedig.
Stiga har sit hovedkvarter i byen.

## Historie
Byen er bygget omkring en borg, der blev opført under en strid med Padova omkring 1195. I 1246 blev den erobret af Ezzelino 3. da Romano, og den overgik til Treviso efter hans død i 1259. I 1329 blev overgik byen til Cangrande 1. della Scala, herre over Verona. 10 år senere overgik den til Republikken Venedig sammen med Treviso, som den var en del af frem til 1797. Castelfrancos historie har siden fulgt Venetos.

## Transport
Castelfranco Veneto Jernbanestation åbnede i 1877. Her mødes de tre jernbanelinjer Trento–Venice jernbane, the Vicenza–Treviso jernbane og Calalzo–Padua jernbane. Det er en af de mest befærdede jernbanestationer i Veneto.

## Kultur
Den gamle del af byen er firkantet og omkranset af en bymur fra middelalderen, der har flere tårne. Den er opført i 1211 af Trevisos indbyggere.
Castelfranco Veneto var fødestede for maleren Giorgione, og katedralen fra 1723 indeholder nogle af hans fineste arbejde; Madonna with St. Francis and Liberalis (1504), ofte kaldet Pala del Giorgione. Maleriet blev restaureret i Venedig, men kom tilbage til katedralen i 2005. Selve katedralen er tegnet af Francesco Maria Preti, og den er opført over en tidligere romansk kirke. Den indeholder bl.a. syv fragmenter af vægmalerier af Paolo Veronese.

## Berømte bysbørn
- Tina Anselmi (1927-2016), prominent medlem af Den italienske mostandsbevægelse, senere politiker og første kvinde der fik en ministerpost i Italien
- Paola Drigo (1876–1938), forfatter
- Francesco Guidolin (født 1955), fodboldtræner
- Giorgione (1477–1510), maler
- Agostino Steffani (1655–1728), katolsk biskop, diplomat og komponist
- Francesco Maria Preti (1701-1774), arkitekt

## Venskabsbyer
- Guelph, Canada[1]